# Tessa de Loo
Tessa de Loo (Bussum, 15 oktober 1946) is het pseudoniem van de Nederlandse schrijfster Johanna Martina (Tineke) Duyvené de Wit. 

## Biografie
Na haar eindexamen op de middelbare school te Oss studeerde Tessa de Loo aan de Universiteit Utrecht Nederlandse taal- en letterkunde. Ze verhuisde naar de Achterhoek en ging als lerares Nederlands aan de slag. Na een tussenstop in Amsterdam verhuisde ze naar Portugal. Sinds 2020 woont ze in Nijmegen, na een klein herseninfarct.
Tessa de Loo debuteerde in 1983 met de verhalenbundel De meisjes van de suikerwerkfabriek. Het boek beleefde meer dan twintig drukken en werd bekroond met twee debuutprijzen. In 1993 verscheen haar grote roman De Tweeling. Het verhaal over twee zussen in de Tweede Wereldoorlog werd in 24 talen vertaald en in 2002 verfilmd door Ben Sombogaart.  

## Boeken
- 1983 - De meisjes van de suikerwerkfabriek (verhalen)
- 1986 - Meander (roman)
- 1987 - Het rookoffer (boekenweekgeschenk)
- 1988 - Het mirakel van de hond (novelle)
- 1989 - Isabelle (novelle)(verfilmd)
- 1993 - De tweeling (roman) (verfilmd)
- 1995 - Alle verhalen tot morgen (met De meisjes van de suikerwerkfabriek, Het rookoffer, Het mirakel van de hond, Isabelle en De vuurdoop)
- 1997 - Toen zat Lorelei nog op de rots (essay)
- 1998 - Een varken in het paleis (roman)
- 1999 - Een gevaar op de weg: autoportretten (verhalen)
- 2000 - Een bed in de hemel (roman)
- 2004 - De zoon uit Spanje (roman) (genomineerd voor de Gouden Doerian)
- 2008 - Harlekino, of Het boek van de twijfel (roman)
- 2010 - Daan (dieren)
- 2011 - Verraad me niet (roman)
- 2013 - Kenau (roman)
- 2014 - Een goed nest (roman)
- 2017 - Liefde in Pangea (roman)
- 2023 - De stad in je hoofd (roman)

## Bestseller 60
| Boeken met noteringen in de Nederlandse Bestseller 60 | Jaar van verschijnen | Datum van binnenkomst | Hoogste positie | Aantal weken | Opmerkingen |
| ----------------------------------------------------- | -------------------- | --------------------- | --------------- | ------------ | ----------- |
| De tweeling                                           | 1993                 | 01-02-2003            | 5               | 62           |             |
| De zoon uit Spanje                                    | 2004                 | 02-10-2004            | 9               | 7            |             |
| Alle verhalen                                         | 2005                 | 27-01-2007            | 20              | 2            |             |
| Harlekino                                             | 2008                 | 08-11-2008            | 33              | 11           |             |
| Een goed nest                                         | 2014                 | 20-09-2014            | 59              | 1            |             |

## Prijzen
- 1984 - Anton Wachterprijs voor De meisjes van de suikerwerkfabriek
- 1984 - Gouden Ezelsoor voor De meisjes van de suikerwerkfabriek
- 1994 - Publieksprijs voor het Nederlandse Boek voor De tweeling
- 1994 - Otto von der Gablentz prijs voor de De tweeling